# Lijst van beelden in Apeldoorn-Zuid
Dit is een (onvolledige) chronologische lijst van beelden in de plaats Apeldoorn, ten zuiden van de spoorlijn Amersfoort-Deventer. Onder een beeld wordt hier verstaan elk driedimensionaal kunstwerk, waarbij beeld wordt gebruikt als verzamelbegrip voor sculpturen, standbeelden, installaties, gedenktekens en overige beeldhouwwerken.
Vanwege de omvang van de lijst is deze gesplitst. Zie voor de overige beelden binnen de gemeente Apeldoorn:
- Lijst van beelden in Apeldoorn-Noord (ten noorden van de spoorlijn Amersfoort-Deventer)
- Lijst van beelden in dorpen in de gemeente Apeldoorn (alle dorpen binnen de gemeente, buiten de plaats Apeldoorn zelf.)

Zie voor de beeldhouwwerken die 1990/1991 geplaatst zijn op wat nu Parkbos Zonnehoeve heet:
- Lijst van beelden op het terrein van het voormalige Groot Schuylenburg

| Geplaatst    | Omschrijving                                                                                    | Kunstenaar                                     | Locatie | Materiaal                                                                  | Afbeelding |
| ------------ | ----------------------------------------------------------------------------------------------- | ---------------------------------------------- | --- | -------------------------------------------------------------------------- | ---------- |
| 1956         | Mens en Techniek                                                                                | Janneke Ducro-Kruijer                          | Laan van de Mensenrechten, ROC (stond tot renovatie in 2007 bij de Auto Technische School aan de Loolaan)      | Natuursteen                                                                |            |
| 1982         | Zuil                                                                                            | Tirza Verrips                                  | Hoek Schoutenveld / Pachtersveld                                                                               | Cortenstaal en Hardsteen                                                   |            |
| 1983         | Zwerfkeien met zitbanken                                                                        | Gerard Höweler                                 | Hoge Dries | Zwerfkeien, graniet                                                        |            |
| 1992? / 2011 | Telefoon / Roodgloeiend                                                                         | Brigitta van Weeren                            | Parkeerplaats Centraal Beheer Achmea (Arnhemseweg - Laan van Malkenschoten); tot eind 2012 aan de openbare weg | Glasvezel/Polyester (februari 2011 renovatie en toevoeging 'Roodgloeiend') |            |
| 1994         | Stoelendans                                                                                     | Titia Ex                                       | Zutphensestraat, Woonboulevard                                                                                 | neonlampen                                                                 |            |
| 1997         | De Marken                                                                                       | Nicolas Dings                                  | Woudhuizerweg, bij viaduct over A50                                                                            | RVS                                                                        |            |
| 1997         | Frogs                                                                                           | Cor Dera                                       | Otterloseweg t.h.v. kruising Hoenderloseweg                                                                    | Email                                                                      |            |
| 1998         | Monumentale sculptuur                                                                           | Alfred Eikelenboom                             | Laan van Mensenrechten                                                                                         | Staal                                                                      |            |
| 1998         | Toon en Toon                                                                                    | Tom Claassen                                   | Rijnstraat | Brons                                                                      |            |
| 1999         | Drie gevelobjecten                                                                              | Liesbeth Abbenes                               | Schuylenhof | (onbekend)                                                                 |            |
| 1999         | Slak met muzikaal spoor                                                                         | Paul Amey                                      | Schubertplein                                                                                                  | Brons                                                                      |            |
| 2001         | Three floating figures (De Maagden van Apeldoorn)                                               | Elisabet Stienstra                             | Matenpoort / Laan van Maten (Rotonde)                                                                          | Brons                                                                      |            |
| 2002         | Momenten voor de toekomst                                                                       | Sabine Zwikker                                 | Matenpark aan vijver, t.h.v. Violierenplein                                                                    | Graniet                                                                    |            |
| 2002         | Spoorbomen                                                                                      | Peter Zegveld                                  | Fortlaan t.h.v. bus-/fietstunnel onder station Apeldoorn Osseveld                                              |                                                                            |            |
| 2004         | Goos                                                                                            | Lon Robbé                                      | Ugchelseweg t.h.v. Ugchelsegrensweg (in park Goudvink) Voorheen: bosje nabij Meyboomlaan                       | Metaal                                                                     |            |
| 2006         | Zigurath (heuvel met spiraalvormig pad, een kegel op de top en een trap)                        | Han Goudswaard                                 | Langs A50 t.h.v. afrit Zutphensestraat                                                                         | Aarde, beton, RVS                                                          |            |
| 2008         | 11 blokken met mozaïeken met sterrenbeelden, 3 zitmuren met mozaïek voor Jenaplanschool De Korf | Mirjam Tiggeloven, Kees Schwarze en leerlingen | Postmeestersdreef                                                                                              | Tegelmozaïeken                                                             |            |
| 2009         | Zitsteen                                                                                        | Tirza Verrips                                  | Bronspark (parkje bij Bronsweg)                                                                                | Natuursteen                                                                |            |
| 2009         | Samen                                                                                           | Martha Waijop                                  | Albert Schweitzerlaan (parkeerplaats Lukas ziekenhuis)                                                         | Cortenstaal ?                                                              |            |
| 2010         | Louis Agraricus                                                                                 | Han van Wetering                               | hoek Haarhamer / Hoge Dries                                                                                    | ?                                                                          |            |
| 2011         | reuzenfietsen                                                                                   | Jos Averink                                    | Zutphensestraat (beide rotondes); ook op busstationsplein en bij Omnisportcentrum                              |                                                                            |            |
| 2011         | Tennisracket                                                                                    | Jos Averink                                    | Zuphensestraat/Mansardehof                                                                                     |                                                                            |            |
| (onbekend)   | Vignet van WZC Berghorst                                                                        | (onbekend)                                     | Gijsbrechtgaarde, voor woonzorgcentrum 'Berghorst'                                                             |                                                                            |            |
| 2011         | Twee ezels                                                                                      | Tom Claassen                                   | Matenpark |                                                                            |            |